# Tory Ann Fretz
Tory Ann Fretz (née le 8 août 1942) est une joueuse de tennis américaine. Elle a joué à partir de la fin des années 1950 comme amateur avant de devenir l'une des toutes premières professionnelles du circuit WTA jusqu'en 1976.
Comptant parmi les dix meilleures de son pays de 1963 à 1966, elle a notamment atteint la finale du tournoi de Cincinnati en simple dames en 1968 (battue par Linda Tuero). 
Associée à Gerry Perry, elle a aussi été finaliste en double mixte à l'US Open en 1972.

## Palmarès (partiel)

### Finales en simple dames
| No | Date       | Nom et lieu du tournoi                              | Catégorie | Surface      | Vainqueure       | Score     |          |
| -- | ---------- | --------------------------------------------------- | --------- | ------------ | ---------------- | --------- | -------- |
| 1  | 05-12-1963 | National US Hardcourt Championships , La Jolla      |           | Dur (ext.)   | Darlene Hard     | 6-1, 8-6  | Parcours |
| 2  | 01-05-1966 | 80th Southern California Championships, Los Angeles |           | Dur (ext.)   | Billie Jean King | 6-3, 10-8 | Parcours |
| 3  | 02-08-1967 | Piping Rock Invitation, Locust Valley               |           | Gazon (ext.) | Kerry Melville   | 6-1, 6-3  | Parcours |
| 4  | 1968       | Western Open Championships, Cincinnati              |           | Dur (ext.)   | Linda Tuero      | 6-1, 6-2  |          |
| 5  | 11-03-1968 | Thunderbird Invitation, Phoenix                     |           | Dur (ext.)   | Patti Hogan      | 6-2, 6-4  | Parcours |

### Titre en double dames
| No | Date       | Nom et lieu du tournoi                | Catégorie | Surface    | Partenaire          | Finalistes                  | Score         |          |
| -- | ---------- | ------------------------------------- | --------- | ---------- | ------------------- | --------------------------- | ------------- | -------- |
| 1  | 21-04-1965 | Women’s Open Invitational Ojai Valley |           | Dur (ext.) | Billie Jean Moffitt | Kathleen Harter Kathy Blake | 6-1, 4-6, 6-2 | Parcours |

### Finales en double dames
| No | Date       | Nom et lieu du tournoi                             | Catégorie | Dotation | Surface      | Vainqueures                       | Partenaire       | Score         |          |
| -- | ---------- | -------------------------------------------------- | --------- | -------- | ------------ | --------------------------------- | ---------------- | ------------- | -------- |
| 1  | 1962       | Cincinnati tournament Cincinnati                   |           | NC       | Dur (ext.)   | Roberta Alison Mary Habitch       | Carolyn Rogers   | 7-5, 8-6      |          |
| 2  | 05-12-1963 | National US Hardcourt Championships La Jolla       |           | NC       | Dur (ext.)   | Darlene Hard Paulette Verzin      | Patti Hogan      | 3-6, 6-2, 6-3 | Parcours |
| 3  | 02-03-1965 | The Good Neighbor Championships Miami Beach        |           | NC       | Terre (ext.) | Margaret Smith Lesley Turner      | Farel Footman    | 6-2, 8-6      | Parcours |
| 4  | 01-05-1965 | Southern California Championships Los Angeles      |           | NC       | Dur (ext.)   | Kathy Blake Kathleen Harter       | Farel Footman    | 6-2, 4-6, 6-3 | Parcours |
| 5  | 01-05-1966 | 80th Southern California Championships Los Angeles |           | NC       | Dur (ext.)   | Patti Hogan Peggy Michel          | Carole Loop      | 6-4, 7-5      | Parcours |
| 6  | 29-07-1968 | Eastern Grass Court Championships South Orange     |           | NC       | Gazon (ext.) | Mary-Ann Eisel Valerie Ziegenfuss | Victoria Rogers  | 8-6, 8-6      | Parcours |
| 7  | 08-04-1974 | First Federal of Sarasota Sarasota                 |           | 50 000 $ | Terre (ext.) | Chris Evert Evonne Goolagong      | Cecilia Martinez | 6-2, 6-2      | Parcours |

### Finale en double mixte
| No | Date       | Nom et lieu du tournoi | Catégorie | Surface      | Vainqueures                 | Partenaire  | Score    |          |
| -- | ---------- | ---------------------- | --------- | ------------ | --------------------------- | ----------- | -------- | -------- |
| 1  | 29-08-1968 | US Open Forest Hills   | G. Chelem | Gazon (ext.) | Mary-Ann Eisel Peter Curtis | Gerry Perry | 6-4, 7-5 | Parcours |

## Parcours en Grand Chelem (partiel)

### En simple dames
| Année | Championnat d'Australie Open d'Australie | Championnat d'Australie Open d'Australie | Internationaux de France | Internationaux de France | Wimbledon       | Wimbledon        | US National US Open | US National US Open |
| ----- | ---------------------------------------- | ---------------------------------------- | ------------------------ | ------------------------ | --------------- | ---------------- | ------------------- | ------------------- |
| 1959  | -                                        | -                                        | -                        | -                        | -               | -                | 1er tour (1/32)     | Renee Schuurman     |
| 1962  | -                                        | -                                        | -                        | -                        | -               | -                | 2e tour (1/32)      | Nancy Richey        |
| 1963  | -                                        | -                                        | 2e tour (1/32)           | I. de Lansalut           | 3e tour (1/16)  | Jan Lehane       | 3e tour (1/16)      | Judy Tegart         |
| 1964  | -                                        | -                                        | 2e tour (1/32)           | C. Mercelis              | 3e tour (1/16)  | Judy Tegart      | -                   | -                   |
| 1965  | -                                        | -                                        | 2e tour (1/32)           | Vlasta Kodesova          | 3e tour (1/16)  | Lea Pericoli     | 3e tour (1/8)       | Nancy Richey        |
| 1966  | -                                        | -                                        | -                        | -                        | 3e tour (1/16)  | Maria Bueno      | 3e tour (1/8)       | Virginia Wade       |
| 1967  | -                                        | -                                        | 3e tour (1/16)           | Maylis Burel             | 1er tour (1/64) | Edda Buding      | 2e tour (1/32)      | Stephanie Defina    |
| 1969  | -                                        | -                                        | 2e tour (1/16)           | Pat Walkden              | 2e tour (1/32)  | Kerry Harris     | -                   | -                   |
| 1971  | -                                        | -                                        | 1er tour (1/32)          | Lea Pericoli             | 1er tour (1/64) | Laura Rossouw    | -                   | -                   |
| 1973  | -                                        | -                                        | -                        | -                        | 3e tour (1/16)  | Rosie Casals     | 1er tour (1/32)     | V. Ziegenfuss       |
| 1974  | -                                        | -                                        | -                        | -                        | 4e tour (1/8)   | Kerry Melville   | -                   | -                   |
| 1976  | -                                        | -                                        | -                        | -                        | 2e tour (1/32)  | Regina Maršíková | -                   | -                   |

À droite du résultat, l’ultime adversaire.

### En double dames
| Année | Championnat d'Australie Open d'Australie | Championnat d'Australie Open d'Australie | Internationaux de France    | Internationaux de France    | Wimbledon                    | Wimbledon                 | US National US Open         | US National US Open        |
| ----- | ---------------------------------------- | ---------------------------------------- | --------------------------- | --------------------------- | ---------------------------- | ------------------------- | --------------------------- | -------------------------- |
| 1963  | -                                        | -                                        | 2e tour (1/8) Carol Newman  | Judy Alvarez Judy Tegart    | 2e tour (1/16) Mary Habitch  | Ann Haydon R. Schuurman   | -                           | -                          |
| 1964  | -                                        | -                                        | 3e tour (1/8) Judy Alvarez  | Deidre Catt E. Starkie      | 2e tour (1/16) Judy Alvarez  | J. Bricka Carol Hanks     | 2e tour (1/16) B. Gunderson | M. Eisel Wendy Overton     |
| 1965  | -                                        | -                                        | 3e tour (1/8) Julie Heldman | Jill Blackman C. Mercelis   | 2e tour (1/16) Julie Albert  | M. Smith Lesley Turner    | 1/2 finale Julie Heldman    | C. Caldwell Nancy Richey   |
| 1966  | -                                        | -                                        | -                           | -                           | 3e tour (1/8) Julie Heldman  | Maria Bueno Nancy Richey  | 1/4 de finale S. Defina     | Maria Bueno Nancy Richey   |
| 1967  | -                                        | -                                        | 3e tour (1/8) S. Defina     | F. Dürr Gail Sherriff       | 2e tour (1/16) S. Defina     | Vicky Berner Faye Urban   | 1/4 de finale S. Defina     | Winnie Shaw Joyce Barclay  |
| 1969  | -                                        | -                                        | 2e tour (1/16) C. Spinoza   | Lesley Turner Virginia Wade | 1er tour (1/32) Linda Tuero  | Patti Hogan Peggy Michel  | -                           | -                          |
| 1971  | -                                        | -                                        | 2e tour (1/16) W. Gilchrist | F. Bonicelli M. Fernández   | 2e tour (1/16) W. Gilchrist  | M. Smith E. Goolagong     | -                           | -                          |
| 1973  | -                                        | -                                        | -                           | -                           | 2e tour (1/16) Julie Heldman | F. Dürr Betty Stöve       | 2e tour (1/8) Julie Heldman | K. Krantzcke Wendy Overton |
| 1974  | -                                        | -                                        | -                           | -                           | 1er tour (1/32) C. Martinez  | Chris Evert Olga Morozova | 2e tour (1/8) C. Martinez   | Lesley Hunt Virginia Wade  |
| 1976  | -                                        | -                                        | -                           | -                           | 2e tour (1/16) L. Beaven     | Lesley Hunt Greer Stevens | -                           | -                          |

Sous le résultat, la partenaire ; à droite, l’ultime équipe adverse.

### En double mixte
| Année | Championnat d'Australie Open d'Australie | Championnat d'Australie Open d'Australie | Internationaux de France      | Internationaux de France   | Wimbledon                     | Wimbledon               | US National US Open         | US National US Open    |
| ----- | ---------------------------------------- | ---------------------------------------- | ----------------------------- | -------------------------- | ----------------------------- | ----------------------- | --------------------------- | ---------------------- |
| 1964  | -                                        | -                                        | 2e tour (1/16) Ray Senkowski  | M. Smith Ken Fletcher      | -                             | -                       | -                           | -                      |
| 1965  | -                                        | -                                        | 1er tour (1/32) Steve Tidball | Julie Albert Owen Davidson | 1er tour (1/64) Steve Tidball | Judy Tegart Tony Roche  | 1/4 de finale J. Loyo Mayo  | Ann Haydon Arthur Ashe |
| 1966  | -                                        | -                                        | -                             | -                          | 3e tour (1/16) John McDonald  | B. J. King D. Ralston   | -                           | -                      |
| 1967  | -                                        | -                                        | -                             | -                          | 2e tour (1/32) Tom Leonard    | Esme Emanuel Jack Saul  | 1er tour (1/16) R. Anderson | M. Eisel Peter Curtis  |
| 1968  | -                                        | -                                        | -                             | -                          | -                             | -                       | Finale Gerry Perry          | M. Eisel Peter Curtis  |
| 1969  | -                                        | -                                        | -                             | -                          | 2e tour (1/32) Robert Perry   | Brenda Kirk D. Schroder | -                           | -                      |
| 1971  | n/a                                      | n/a                                      | -                             | -                          | 1er tour (1/64) Robert Perry  | A. M. Arias Jaime Pinto | -                           | -                      |

Sous le résultat, le partenaire ; à droite, l’ultime équipe adverse.

## Parcours aux Masters

### En simple dames
| # | Date       | Nom de l'édition                         | ($)     | Surface      | Résultat        | Ultime adversaire | Score         |          |
| - | ---------- | ---------------------------------------- | ------- | ------------ | --------------- | ----------------- | ------------- | -------- |
| 1 | 15/10/1973 | Virginia Slims Championships, Boca Raton | 110 000 | Terre (ext.) | 1er tour (1/16) | Kerry Melville    | 5-7, 6-4, 6-1 | Parcours |

### En double dames
| # | Date       | Nom de l'édition                        | ($)     | Surface      | Résultat       | Partenaire    | Ultimes adversaires         | Score    |          |
| - | ---------- | --------------------------------------- | ------- | ------------ | -------------- | ------------- | --------------------------- | -------- | -------- |
| 1 | 15/10/1973 | Virginia Slims Championships Boca Raton | 110 000 | Terre (ext.) | 1er tour (1/8) | Julie Heldman | Kerry Harris Kerry Melville | 7-6, 6-1 | Parcours |